# TDH
Государственное информационное агентство Туркменистана (TDH) — Туркменистан сегодня (туркм. Türkmenistanyň Döwlet habarlar agentligi, сокращённо TDH) — центральное государственное информационное агентство Туркменистана, единственное в стране. Распространяет информацию о событиях в общественно-политической, социально-экономической, культурной, спортивной жизни государства на туркменском, русском, английском языках. Специалисты агентства занимаются разработкой, техническим и информационным сопровождением, а также продвижением интернет-сайтов связанных с культурой Туркменистана.

## История
Открыто в 1924 году под названием Телеграфное агентство Туркменистана, вскоре после провозглашения Ашхабада столицей Туркменской ССР.
В 1925 году переименовано в Туркменское телеграфное агентство (ТуркменТАГ) с приданием статуса республиканского органа Телеграфного агентства Советского Союза (ТАСС).
В середине 1970-х годов переименовано в Туркменское информационное агентство «Туркменинформ».
В 1992 году переименовано в Государственное информационное агентство «Туркмен-пресс» одновременно с выделением из структуры ТАСС.
4 мая 2000 года переименовано в Туркменскую государственную информационную службу (Туркмен довлет хабарлар гуллугы) «Туркмендовлетхабарлары».
В ноябре 2013 года был запущен обновлённый веб-сайт, на котором представлена функция потоковой трансляции туркменского телевидения, проект был подготовлен совместно с Министерством связи и является единственным в Туркменистане.
20 ноября 2014 года переименовано в Государственное информационное агентство Туркменистана (ТДХ).

## Руководители
| No | Имя                                | Назначен     | Уволен       | Причина увольнения               |
| 1  | Каранов, Мурад                     | 09.01.1992   | нет сведений | нет сведений                     |
| 2  | Халлыев, Батыр                     | нет сведений | 15.12.1993   | переход на другую работу         |
| 3  | Глазовская, Людмила Константиновна | 15.12.1993   | 24.02.2000   | переход на другую работу         |
| 4  | Баллыев, Какамурад                 | 24.02.2000   | 14.09.2001   | за серьёзные недостатки в работе |
| 5  | Таимова, Джерен                    | 14.09.2001   | 30.08.2009   | по состоянию здоровья            |
| 6  | Амансарыев, Бекдурды               | 31.08.2009   | 11.02.2021   | выход на пенсию                  |
| 6  | Газакбаев, Мердан                  | 11.02.2021   |              |                                  |